# Judenrat

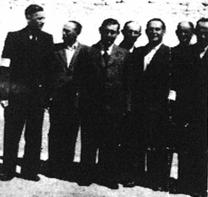
Membri ai Judenratului din Szydlowiec.

Judenrat (consiliu evreiesc în limba germană) era denumirea dată structurilor administrative impuse comunităților evreiești din zonele ocupate de Germania Nazistă în Al Doilea Război Mondial. Ele erau forme de autoadministrație alcătuite din conducătorii comunităților evreiești și serveau drept intermediare între autoritățile naziste și populație. Structura și sarcinile lor depindeau de modul în care erau folosite: pentru un singur ghetou, o regiune sau o țară. Erau obligate de forțele de ocupație să le furnizeze evrei care să le servească drept sclavi și să ajute la păstrarea ordinii și să colaboreze la deportarea populației în lagărele de exterminare.